# Michael Kretschmer

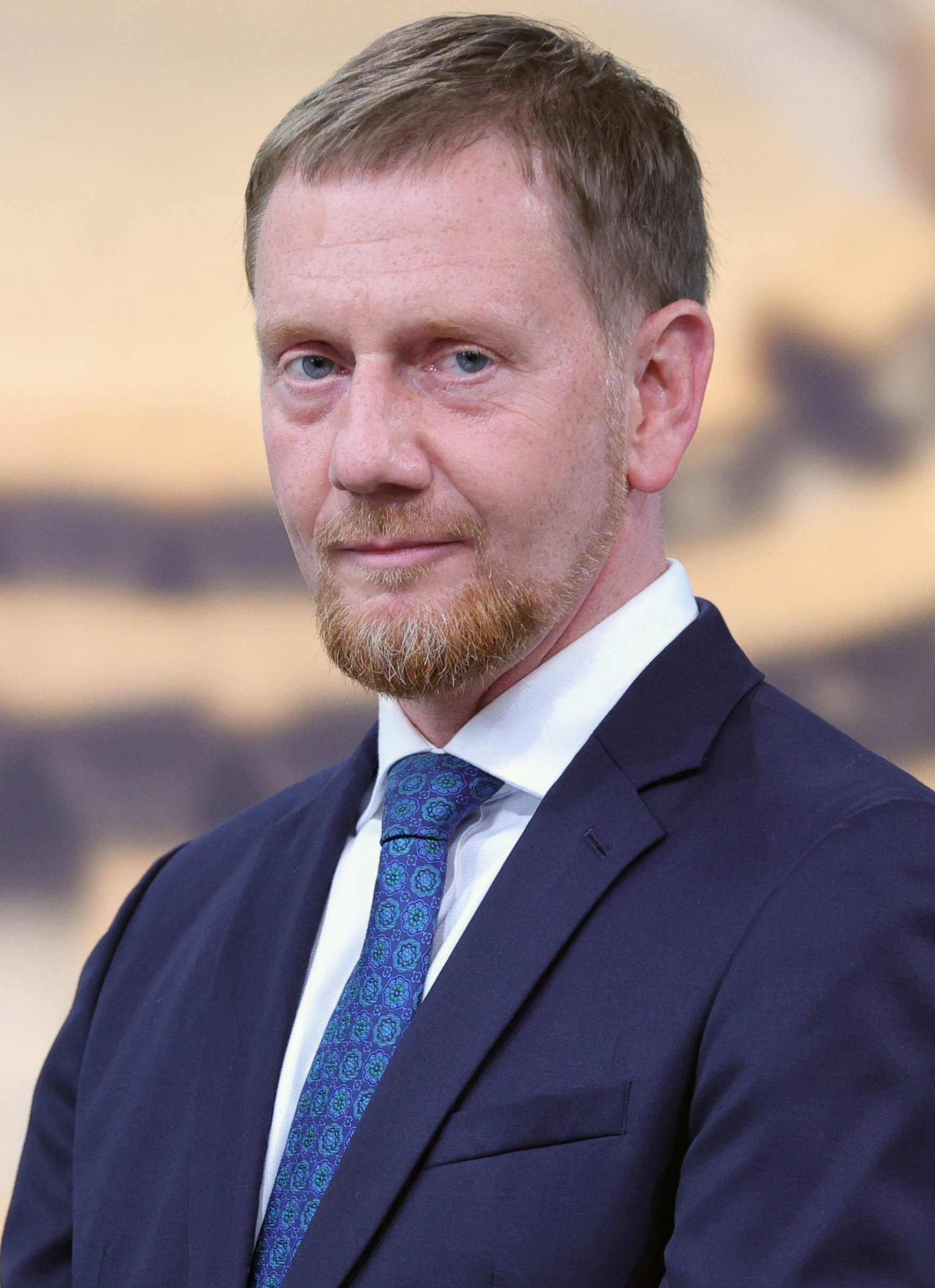
Michael Kretschmer (2024)

Michael Kretschmer (Aussprache [ˈkʁeːt͡ʃmɐ]; * 7. Mai 1975 in Görlitz) ist ein deutscher Politiker (CDU). Er ist seit Dezember 2017 Ministerpräsident des Freistaates Sachsen. Seit 2019 gehört er zudem als direkt gewählter Abgeordneter des Wahlkreises Görlitz 2 dem Sächsischen Landtag an. Seit Januar 2022 ist er einer von fünf stellvertretenden Bundesvorsitzenden des CDU-Bundesvorstandes.
Kretschmer war von 2002 bis 2017 Mitglied des Deutschen Bundestages. Er war ab Dezember 2004 kommissarischer und ab April 2005 gewählter Generalsekretär der sächsischen CDU sowie von 2009 bis 2017 Stellvertretender Vorsitzender der CDU/CSU-Bundestagsfraktion, von September 2013 bis September 2017 auch Vorsitzender der sächsischen Landesgruppe. Er wurde im Dezember 2017 Vorsitzender des CDU-Landesverbandes Sachsen.

## Leben und Beruf
Kretschmer wuchs als Sohn von Hans-Jürgen Kretschmer mit seinen beiden älteren Geschwistern Cornelia und Christoph in Görlitz-Weinhübel auf. Nach der Mittleren Reife 1991 an der Erich-Weinert-Oberschule in Görlitz machte Kretschmer bis 1995 eine Ausbildung zum Büroinformationselektroniker. 1998 erwarb er auf dem Zweiten Bildungsweg die Fachhochschulreife, studierte anschließend Wirtschaftsingenieurwesen an der Hochschule für Technik und Wirtschaft Dresden und schloss es 2002 als Diplom-Wirtschaftsingenieur (FH) ab.
Michael Kretschmer lebt in Dresden-Klotzsche sowie in Waltersdorf bei Zittau. Er ist evangelisch und seit dem 24. Juli 2020 mit der einstigen MDR-Journalistin und ehemaligen Sprecherin des Sächsischen Staatsministeriums für Soziales und Verbraucherschutz Annett Hofmann verheiratet. Das Paar hat zwei gemeinsame Söhne.

## Politik

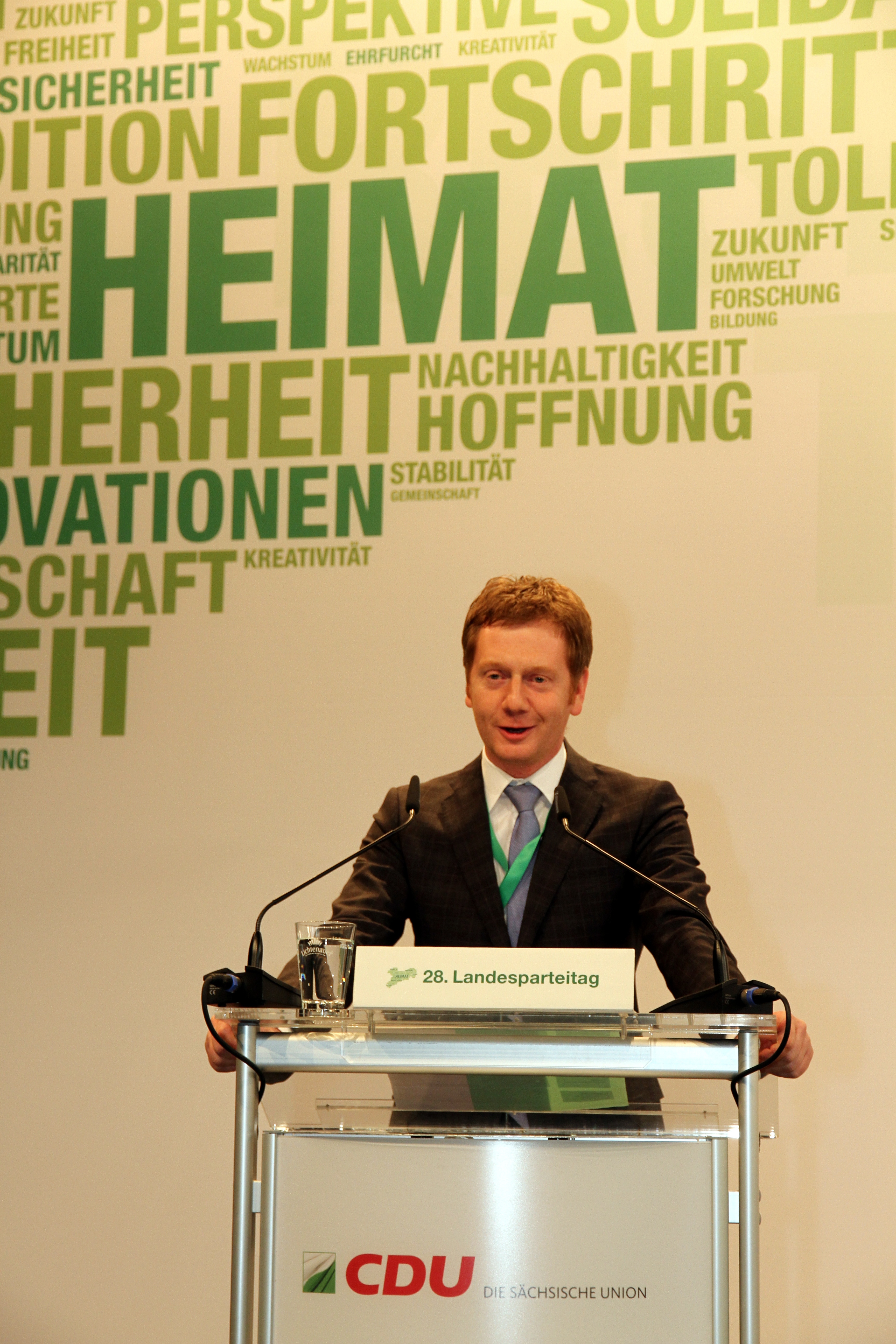
Michael Kretschmer beim 28. Landesparteitag der CDU Sachsen in Chemnitz (2013)

### Parteilaufbahn
Kretschmer trat 1989 in die Christlich-Demokratische Jugend der Ost-CDU ein, die im September 1990 mit der Jungen Union der CDU Westdeutschlands  vereinigt wurde. Von 1993 bis 2002 gehörte er dem Landesvorstand der Jungen Union Sachsen und Niederschlesien an; von 1995 bis 2001 war er Landesschatzmeister der JU. Von 1994 bis 2000 war er Stellvertretender Vorsitzender des CDU-Kreisverbandes Görlitz; seit 2003 gehört er dem CDU-Landesvorstand in Sachsen an. Am 23. April 2005 wurde er zum Generalsekretär der sächsischen CDU gewählt und danach mehrfach im Amt bestätigt. Auf dem Landesparteitag am 9. Dezember 2017 wurde Kretschmer mit 90,1 % der Delegiertenstimmen zum neuen Landesvorsitzenden gewählt, neuer Generalsekretär wurde Alexander Dierks.
Zu Beginn des Jahres 2010 geriet Kretschmer als Drahtzieher in die Sponsoring-Affäre der sächsischen CDU, als er in einer Begrüßungsrede von Unternehmen bezahlte Kontakte mit dem CDU-Landesvorsitzenden und Ministerpräsidenten Stanislaw Tillich sowie auch die ausdrücklich käufliche Bereitschaft zur Sprache brachte. Kretschmer hatte dabei Angebote mit einer gestaffelten Preisliste an Unternehmen verschickt. Demnach konnte ab 1900 Euro ein Werbefoto mit Tillich gemacht und für 3900 bis 8000 Euro ein Gespräch mit diesem geführt werden. Das stieß auf Kritik der parlamentarischen Opposition und von Rechts- und Politikwissenschaftlern, die von der Grenze zur Korruption sprachen.
Beim Bundesparteitag am 22. Januar 2022 wurde er zu einem von fünf stellvertretenden Bundesvorsitzenden der CDU gewählt. Auf dem Bundesparteitag der CDU am 6. Mai 2024 wurde er als stellvertretender Bundesvorsitzender wiedergewählt.

### Abgeordneter
Von 1994 bis 1999 gehörte Kretschmer dem Stadtrat von Görlitz an. Von 2008 bis 2014 war er Mitglied des Kreistages des Landkreises Görlitz. Er zog nach der Bundestagswahl 2002 in den Bundestag ein; ebenso 2005, 2009 und 2013.
Von 2005 bis 2009 war er stellvertretender Vorsitzender der Arbeitsgruppe Bildung und Forschung der CDU/CSU-Bundestagsfraktion. Von 2009 bis 2017 war er einer ihrer stellvertretenden Vorsitzenden mit den Aufgabenbereichen Bildung und Forschung sowie Kunst, Kultur und Medien.
Kretschmer war stets als direkt gewählter Abgeordneter des Wahlkreises Löbau-Zittau – Görlitz – Niesky Mitglied des Bundestages. Bei der Bundestagswahl 2013 erhielt er dort 49,6 % der Erststimmen. Kretschmer war Mitglied in den Deutsch-Polnischen, Deutsch-Tschechischen und Deutsch-Russischen Parlamentariergruppen des Bundestages, die bilaterale Kontakte zu anderen nationalen Parlamenten pflegen. Bei der Bundestagswahl 2017 verlor Kretschmer mit 31,4 % das Bundestagsdirektmandat an Tino Chrupalla (AfD, 32,4 %).
Der CDU-Kreisverband Görlitz stellte Kretschmer bei der Landtagswahl in Sachsen 2019 als Direktkandidat für den Wahlkreis Görlitz 2 auf. Er gewann den Wahlkreis mit 45,8 Prozent der Direktstimmen. und setzte sich bei der Landtagswahl 2024 erneut als Direktkandidat durch.

### Ministerpräsident

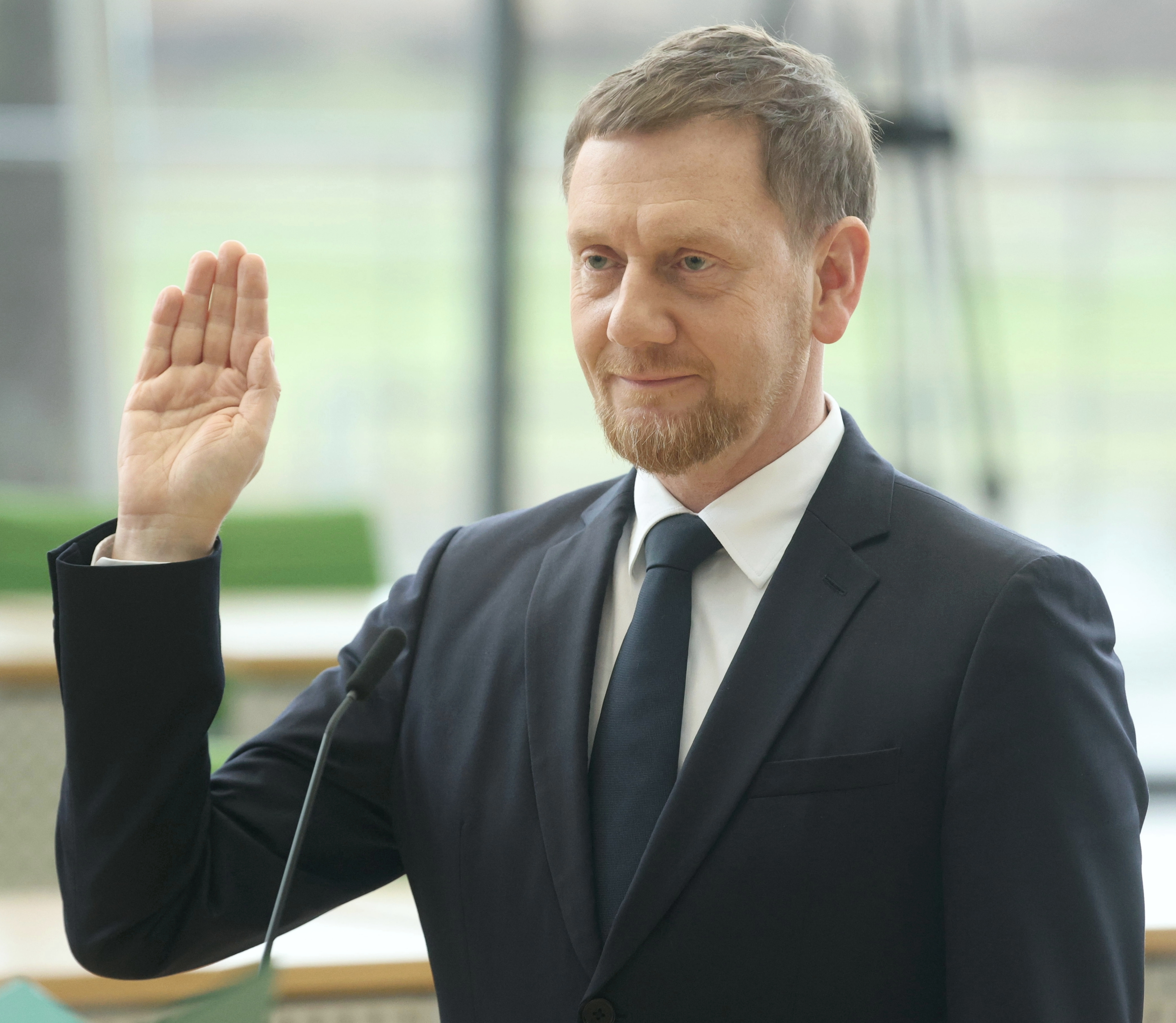
Michael Kretschmer bei der Vereidigung nach seiner Wiederwahl zum Ministerpräsidenten im Sächsischen Landtag am 18. Dezember 2024

Am 18. Oktober 2017 wurde er von Stanislaw Tillich als dessen Nachfolger im Amt des Sächsischen Ministerpräsidenten vorgeschlagen. Vom Sächsischen Landtag wurde er am 13. Dezember 2017 mit 69 von 126 Stimmen in das Amt gewählt und anschließend vereidigt. Am 20. Dezember 2019 und am 18. Dezember 2024 wurde er erneut vom Landtag zum Ministerpräsidenten gewählt. In seiner ersten Amtszeit als Ministerpräsident (2017–2019) führte er eine schwarz-rote Koalition. In seiner zweiten Amtszeit (2019–2024) führte er eine schwarz-grün-rote Koalition. In seiner dritten Amtszeit (seit 2024) führt er erneut eine schwarz-rote Koalition, dieses Mal in Form einer Minderheitsregierung.

### Sonstiges Engagement
Von 2005 bis 2016 war Michael Kretschmer Mitglied des Verwaltungsrates des Diakoniewerks Oberlausitz. Als Bundestagsabgeordneter war Kretschmer bis September 2017 Mitglied des Senats der Helmholtz-Gemeinschaft Deutscher Forschungszentren und setzte sich dort für die Förderung von Bildung und Forschung in Sachsen ein. Am 22. August 2017 wurde er zum Präsidenten des Sächsischen Volkshochschulverbandes gewählt.

## Politische Positionen

### Digitaler Wandel
Kretschmer will jeden Schüler mit einem Tablet-Rechner ausstatten und fordert mehr Computerräume sowie eine „selbstverständliche Integration“ des Themas in den Unterricht. Ein von ihm vertretenes Programm verspricht, Deutschland „bis zum Ende des Jahrzehnts zum digitalen Wachstumsland Nr. 1 zu machen.“ Aus Kretschmers Sicht besonders geförderte Wirtschaftsbereiche sind beispielsweise Big-Data-Anwendungen und Cloud Computing.
Kretschmer sieht in den Bereichen Bürgerrechte und Netzneutralität keinen Handlungsbedarf des Gesetzgebers. Die bestehenden Regelungen sind aus seiner Sicht ausreichend. Er erklärte in diesem Zusammenhang Mitte 2013: „Wir sind handlungsfähig.“

### Telekommunikation und Neue Medien
Nachdem im Juni 2013 ein YouTube-Video, das die Erschießung eines anscheinend geistig verwirrten Mannes durch einen Polizisten in Berlin zeigt, besonders häufig auf Facebook geteilt wurde, kritisierte Kretschmer das soziale Netzwerk. Er erklärte in diesem Zusammenhang: „Wenn es etwas gibt, wo Facebook sofort reagieren muss, damit die Bilder aus dem Netz genommen werden, dann sind das solche Fälle“ und bezeichnete die Bilder gegenüber dem Nachrichtenmagazin Focus als „menschenverachtend“. So etwas dürfe nicht gepostet werden.

### Leitkultur
Am 30. September 2016 legte Kretschmer gemeinsam mit dem sächsischen Landtagspräsidenten Matthias Rößler sowie den bayerischen CSU-Landtagsabgeordneten Markus Blume, Reinhold Bocklet und Johannes Singhammer einen „Aufruf zu einer Leit- und Rahmenkultur“ vor. Darin wird der umstrittene Begriff Leitkultur als „verbindende Rahmenkultur“ bezeichnet. In gesellschaftlich unruhigen Zeiten brauchten die Menschen Orientierung, die sie in Begriffen wie „Heimat und Patriotismus“ sowie eben in der „Leitkultur“ finden würden. Konkret wurden der Gebrauch der deutschen Sprache, bewährte Umgangsformen, gegenseitiger Respekt, die geistige Tradition der Aufklärung sowie Deutschlands Nationalsymbole wie die Fahne und die Hymne genannt. Der Aufruf war motiviert unter anderem durch die Erfolge der rechtspopulistischen Partei Alternative für Deutschland bei den Landtagswahlen 2016.
In der Diskussion um die gleichgeschlechtliche Ehe setzte sich Kretschmer für die Exklusivität der traditionellen Ehe zwischen Mann und Frau und gegen das Adoptionsrecht für Homosexuelle ein.

### Integration und Einwanderung
Kretschmer äußerte in einem Interview im März 2018, es gebe „objektiv ein Problem, was die Integration angeht“. Es gebe „Probleme mit Menschen, die sich nicht an unsere Werte und Gesetze halten wollen“. Gerade bei Minderjährigen brauche man eine bessere Durchsetzung der deutschen Rechtsordnung. Es gebe ein neues Kriminalitätsphänomen. Abschiebungen funktionierten nicht, weil Flüchtlinge ihre Identität verschleiern würden und die jeweiligen Heimatländer unkooperativ seien. Er sprach sich dafür aus, „in dieser Situation beherzt [zu] handeln“, um viele Irritationen zu beseitigen.
Im Jahr 2024 forderte Kretschmer eine Obergrenze bei der Aufnahme von Flüchtlingen: „50.000 oder 60.000 Flüchtlinge pro Jahr – mehr können das erst mal für die nächsten Jahre nicht sein, weil wir so eine große Integrationsanstrengung haben“.

### Russlandpolitik
Im Juni 2019 traf Kretschmer, der mit Peter Altmaier und Manuela Schwesig am Sankt Petersburger Wirtschaftsforum teilnahm, mit dem russischen Staatspräsidenten Wladimir Putin zusammen. Im Vorfeld hatte er gefordert, die internationalen Sanktionen zu beenden, ohne dass der Sanktionsgrund, die Verletzung der territorialen Integrität der Ukraine (→ Annexion der Krim 2014), entfallen wäre.
Im August 2022 forderte Kretschmer erneut, den Krieg in der Ukraine einzufrieren. Diese Haltung wurde von ukrainischer Seite heftig kritisiert.
Konrad Schuller schrieb in einem FAZ-Kommentar, Kretschmer wähle „… immer wieder […] Worte aus dem Vokabelheft des Kreml.“ Immer gehe es Kretschmer „… dabei um das Geld, das man machen könnte, wenn man nur wieder in alter deutscher Tradition eine Beutegemeinschaft mit Russland gegen Osteuropa bilden würde.“
Die Social Design Agency, eines der wichtigsten russischen Propaganda-Unternehmen, listet Kretschmer als wichtigen deutschen Meinungsmacher, der sich zugunsten Russlands ausspreche. Mitte 2025 in einem Interview darauf angesprochen, ob er sich keine Sorge darüber mache, dass er in russischen Dokumenten als Meinungsmacher „russischer Narrative“ angesehen werde, schwieg Kretschmer, ohne eine Antwort zu geben.

#### Gaslieferungen aus Russland
Bereits kurz nach seinem Amtsantritt begannen russische Energiekonzerne bei Kretschmer für russisches Erdgas zu lobbyieren. Insbesondere die Nord Stream 2 AG schrieb immer wieder Briefe an Kretschmer und belieferte ihn mit Informationen hinsichtlich des Gasmarktes, des Pipelinebaus und drohenden Sanktionen. Unter anderem schrieb der Konzern Kretschmer, dass die Pipeline die Versorgungssicherheit stärke und Sanktionen gegen Russland „massive wirtschaftliche Schäden durch höhere Energiekosten und gestrandete Vermögenswerte“ oder mögliche Versorgungsengpässe in Europa auslösen würden. Gemäß T-Online.de kam es dabei zu Fällen, bei denen sich Kretschmer in seinen öffentlichen Auftritten ähnlicher Argumente und Narrative bediente wie in zuvor eingegangenen Lobbyschreiben.
Auch nach Kriegsbeginn im Jahr 2022 trat Kretschmer immer wieder für die Fortführung bzw. (Wieder)-Aufnahme der Erdgaslieferungen aus Russland ein.
Schon Jahre vor Beginn der Invasion Russland im Februar 2022 trat Kretschmer vehement für die Erdgaspipeline Nord Stream 2 ein und forderte auch eine Aufhebung der Sanktionen, die nach der Annexion der Krim 2014 gegen Russland erlassen worden waren. Er nahm auch mehrfach an Konferenzen des seit 2007 stattfindenden „Deutsch-Russischen Rohstoff-Forums“ teil.
Im Februar 2022, wenige Tage nach Beginn der Vollinvasion, verteidigte er seinen Einsatz für die Pipeline. Es sei trotz der Befürchtungen der osteuropäischen Staaten richtig gewesen, sich für die Pipeline einzusetzen. Im März 2022 erklärte Kretschmer, Deutschland könne sich einen Boykott von russischen Erdöl- und Erdgaslieferungen nicht leisten. Einen solchen Boykott halte er für „verheerend“. Deutschland können nicht kurzfristig „aus den Gasimporten, Kohleimporten und Ölimporten aus Russland aussteigen“. Er sei sich auch nicht sicher, ob es langfristig das richtige Ziel sei, autark und nicht auf russische Energielieferungen angewiesen zu sein. Ohne wirtschaftlich von Europa abhängig zu sein, sei Russland noch unberechenbarer.
Im Juli 2022 forderte er ein „Einfrieren“ des Krieges und begründete dies unter anderem mit den Rohstofflieferungen aus Russland. Er sei der festen Überzeugung, dass Deutschland diese brauche. Die Positionierung der damaligen Außenministerin Annalena Baerbock, Deutschlands Abhängigkeit von russischen Energieträgern „für immer“ auf null zu reduzieren, lehnte Kretschmer ab.
Im Oktober 2022 forderte er, dass Deutschland nach Beendigung des Krieges wieder Erdgas aus Russland importieren solle. Die Sanktionen gegen Russland kritisierte er.
Im Januar 2023 forderte Kretschmer, die zuvor durch einen Anschlag zerstörte Gaspipeline Nord Stream 1 zu reparieren. Dieselbe Forderung wiederholte er im Juli 2023. Es gebe „überhaupt keinen Grund, warum wir jetzt nicht drangehen sollten, diese Pipeline zu sichern und zu reparieren“. Ebenfalls im Juli 2023 äußerte Kretschmer, Deutschland dürfe nicht für alle Zeiten von russischem Erdgas lossagen. Energiepolitisch müsse über alle Möglichkeiten nachgedacht werden, darunter auch Nord Stream 1.
Im April 2024 brachte Kretschmer erneut die Wiederaufnahme russischer Erdgaslieferungen ins Spiel und führte dabei die Stabilisierung der deutschen Industrie als Argument an.
Im Januar 2025 forderte er die Lösung des „Nord-Stream-Problems“ und erklärte, Deutschland diskutiere „die ganze Zeit über die Abhängigkeit von Russland“, habe sich inzwischen aber „auch durch den Anschlag auf Nord Stream 1“ in eine neue Abhängigkeit begeben, „mit dramatischen Folgen für die Energiekosten“. N-tv.de wies darauf hin, dass die Gaslieferungen tatsächlich von russischer Seite aus eingestellt wurden.
Im Mai 2025 sprach sich Kretschmer dafür aus, beide Nord-Stream-Pipelines zu reparieren und die Gasimporte aus Russland wiederaufzunehmen. Deutschland solle wieder 20 % seines Erdgases aus Russland einführen, dies würde der deutschen Wirtschaft sehr helfen. Bei Russland helfe kein Zwang wie bei den unter anderem auch von Kanzler Friedrich Merz angedachten Sanktionen. Stattdessen sollte man es mit einem positiven Ansatz versuchen, um wieder ins Gespräch zu kommen.

#### Lieferung von Waffen an die Ukraine
Nach dem russischen Überfall auf die Ukraine im Februar 2022 äußerte Kretschmer „große Bedenken bei Waffenlieferungen, vor allem, wenn es um Panzer und Haubitzen geht“, wie sie u. a. von der CDU/CSU-Fraktion im Deutschen Bundestag gefordert wurden. Auch die sächsischen CDU-Abgeordneten im Bundestag hatten einige Tage zuvor bei der Abstimmung um diese Frage für deren Lieferung gestimmt. MdB Carsten Körber, der Vorsitzende der Landesgruppe Sachsen, sagte am 3. Mai 2022, „dass wir die Position unseres Ministerpräsidenten nicht teilen.“
Am 19. Juli 2022 schlug er vor, Deutschland solle im Ukrainekrieg vermitteln. Einen Tag vorher hatte Kretschmer die Politik der Regierung Scholz scharf attackiert und behauptet, die Energiewende sei gescheitert.
Sahra Wagenknecht (Bündnis Sahra Wagenknecht, ehem. Die Linke) begrüßte Kretschmers Vorschlag. Der AfD-Vorsitzende Tino Chrupalla behauptete, Kretschmer schwenke in dieser Frage auf die Linie der AfD ein. Der damalige CDU-Generalsekretär Mario Czaja wies den Vorschlag zurück.
Im August 2023 lehnte Kretschmer die Lieferung von Taurus-Marschflugkörpern an die Ukraine ab (Zitat: „Wollen wir wirklich in Kauf nehmen, dass deutsche Raketen in Russland einschlagen könnten?“). CDU-Außenpolitiker Roderich Kiesewetter kritisierte ihn daraufhin über den Mikroblogging-Dienst X (früher: Twitter) massiv.
Kurz vor den Landtagswahlen in Sachsen im Jahr 2024 forderte Ministerpräsident Michael Kretschmer eine Reduzierung der deutschen Militärhilfe für die Ukraine und begründete dies mit knappen Staatsfinanzen und der Überzeugung, dass der Krieg am Verhandlungstisch beendet werde. Dies stieß innerhalb der CDU auf scharfe Kritik, seine Parteikollegen tolerierten seine Äußerungen jedoch aus Rücksicht auf die Wahlen, während die Union geschlossen an einer starken Unterstützung der Ukraine festhält.

### Koalitionsaussagen und Ausrichtung der CDU

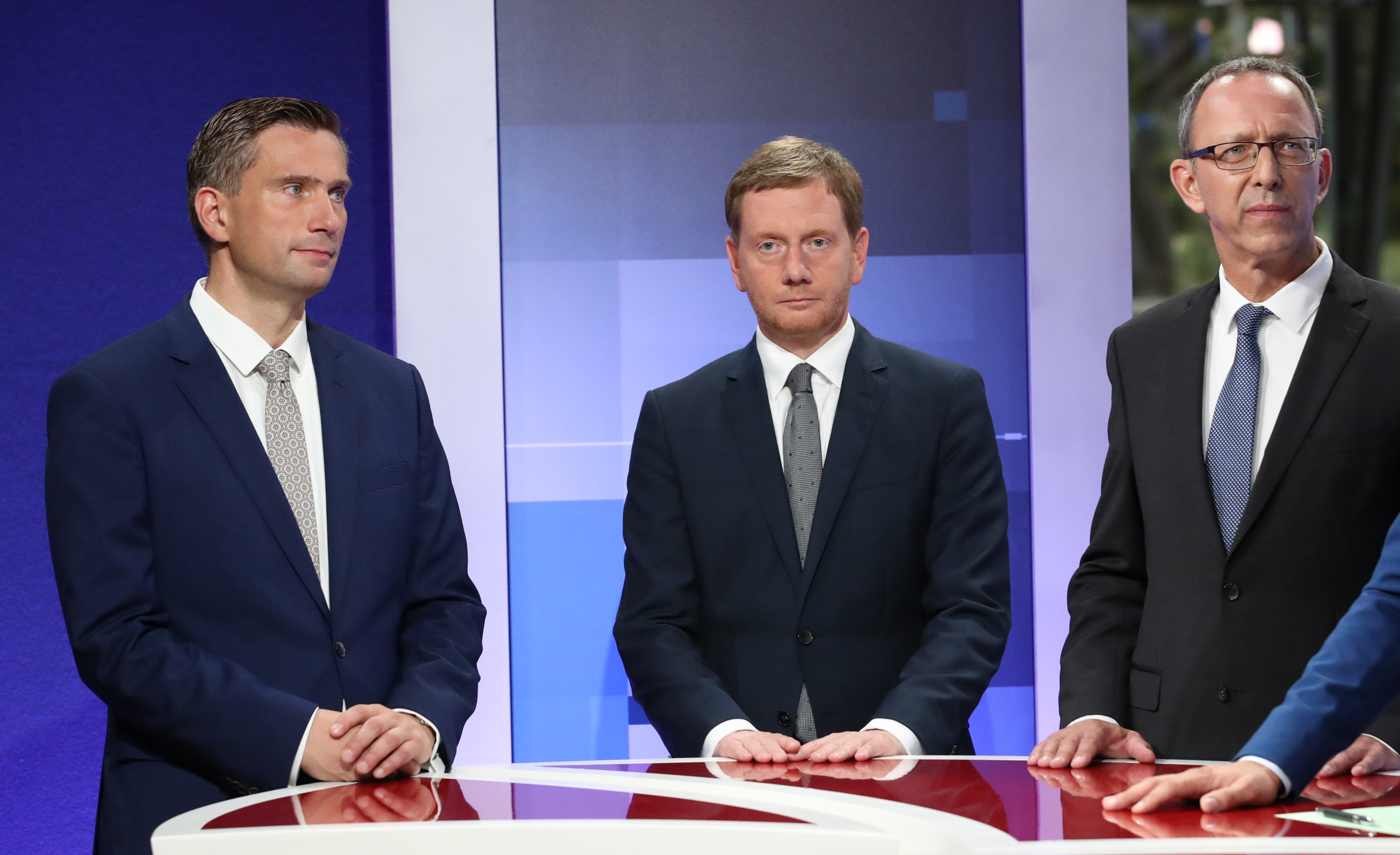
Martin Dulig (l.), Michael Kretschmer (m.) und Jörg Urban (r.) am Wahlabend der Landtagswahl in Sachsen 2019

Vor der Landtagswahl in Sachsen 2019 schloss Kretschmer für die CDU Sachsen sowohl Koalitionen als auch sonstige Kooperationen im Parlament mit AfD und Linkspartei ausdrücklich aus. Außerdem kritisierte Kretschmer Hans-Georg Maaßens Äußerungen zu den Ausschreitungen in Chemnitz 2018 scharf und zeigte sich erfreut darüber, dass Maaßen sich nach dieser Kritik als CDU-Mitglied aus dem Wahlkampf der sächsischen Christdemokraten zurückzog. Nach der Bundestagswahl 2021 sprach er sich zwar nicht grundsätzlich gegen Gespräche über eine Jamaika-Koalition aus, sah jedoch keinen klaren Regierungsauftrag für die Union. Die Niederlage solle mit „Demut“ angenommen werden und es müsse klar werden, dass die CDU verstanden hat, „in den vergangenen Monaten, vielleicht auch Jahren“ große Fehler gemacht zu haben.
Im Hinblick auf die sächsische Landtagswahl 2024 äußerte Kretschmer im September 2023, dass er eine Regierung ohne grüne Beteiligung anstrebe, sofern dies möglich sei. Des Weiteren schloss er eine Minderheitsregierung sowie eine Koalition mit der AfD, die er als „eine Gefahr für die Demokratie und für dieses Land“ bezeichnete, aus.

### Umgang mit der AfD
Im Juli 2023 löste der CDU-Parteivorsitzende Friedrich Merz eine Debatte über die Zusammenarbeit der CDU mit der AfD auf kommunaler Ebene aus. Zahlreiche Vertreter der CDU und der Schwesterpartei CSU sprachen sich gegen eine Zusammenarbeit mit der AfD aus und kritisierten Friedrich Merz heftig, der daraufhin zurückruderte und eine Zusammenarbeit ausschloss. Kretschmer dagegen sprach sich wiederholt für einen „pragmatischen Umgang“ mit der AfD auf kommunaler Ebene aus. Bei Sachentscheidungen in Städten und Gemeinden sei eine „lupenreine Trennung“ nicht durchzuhalten. Die AfD sei eine Partei, „die mit diesem Land Schlimmes“ vorhabe, daher reichten „Ausgrenzung und Brandmauern“ nicht aus, sondern es müsse erläutert werden, was drohe, sollte die AfD an die Macht kommen. Insbesondere sprach er sich für eine konstruktive Zusammenarbeit mit dem Thüringer AfD-Landrat Robert Sesselmann aus. Anderenfalls werde Sesselmann laut Kretschmer in Zukunft jeden Fehler damit rechtfertigen, dass er von Anfang an keine Chance gehabt habe.
Kretschmer traf sich Anfang November 2024 mit dem sächsischen AfD-Chef Jörg Urban, um über landespolitische Themen zu sprechen, was starke Kritik von SPD, Grünen und Linkspartei auslöste. Regierungssprecher Ralph Schreiber schloss weiterhin jede Zusammenarbeit mit der AfD aus und betonte, das Treffen gehe auf eine Anfrage der AfD zurück und Kretschmer spreche mit allen Fraktionsvorsitzenden.

## Kontroversen

### #Pegizei
Nachdem im August 2018 zwei Journalisten des ZDF-Magazins Frontal21 bei einer Demonstration gegen Angela Merkel in Dresden erst von einem LKA-Mitarbeiter, der die Demonstration privat besuchte, beleidigt und bedrängt und anschließend in einer ausführlichen Kontrolle der Personalien und Presseausweise von der Sächsischen Polizei festgehalten und für einen erheblichen Zeitraum in ihrer Arbeit behindert wurden, bescheinigte Kretschmer im Rahmen einer bundesweiten Debatte über den Umgang mit der Pressefreiheit den Journalisten ein unseriöses Auftreten und nahm die Polizisten in Schutz. Hierfür wurde er heftig kritisiert.

### COVID-19-Pandemie
Kretschmer besuchte Mitte Mai 2020 – zwei Wochen nach dem Beginn der ersten Welle der COVID-19-Pandemie in Deutschland ohne Schutzmaske eine Demonstration gegen die Hygienemaßnahmen. Er versuchte erfolglos, mit Corona-Skeptikern zu sprechen. Kretschmer behauptete Mitte Oktober 2020, die Entscheidung von Bundeskanzlerin Merkel, die massiv angestiegenen Infektionszahlen durch starke Gegenmaßnahmen zu bekämpfen, sei „Hysterie“.
Als die Infektionszahlen im Herbst 2020 stark angestiegen waren und ein erneuter Lockdown nötig wurde, um eine Überlastung der Krankenhäuser zu verhindern und um noch mehr COVID-Tote zu vermeiden, beklagte Kretschmer, die Bevölkerung habe die COVID-19-Pandemie nicht ernst genommen. Hierfür erntete er scharfe mediale Kritik, insbesondere weil er keinerlei eigene Schuld erkennen wollte.
Nachdem Sachsen mehrere Wochen lang die höchsten Fallzahlen der deutschen Bundesländer hatte und kurz nachdem andere Ministerpräsidenten Fehler eingestanden hatten, räumte Kretschmer am 9. Januar 2021 eigene Fehler ein. Ihm sei erst durch den Besuch mehrerer Kliniken am 11. Dezember 2020 die Dramatik bewusst geworden: „Mir war nicht klar, dass das Personal in Aue schon seit sechs Wochen vor meinem Besuch am Limit arbeitete. […] Ich hätte mir gewünscht, dass ich früher gewarnt worden wäre.“
Anfang 2021 protestierten Gegner von Corona-Maßnahmen vor Kretschmers Privathaus. Daraufhin lud er Kritiker zu einer digitalen Diskussionsrunde ein, die von der Konrad-Adenauer-Stiftung organisiert wurde. Dieses Vorgehen wurde von SPD- und Grünen-Politikern kritisiert.
Im Herbst 2021 war Kretschmer einer der ersten Ministerpräsidenten, die Maßnahmen gegen die – in Sachsen besonders früh und stark ausgeprägten – vierte Welle der Pandemie beschlossen. Er widersprach auch der Forderung des damaligen Bundesgesundheitsministers Jens Spahn, die „pandemische Lage von nationaler Tragweite“ zu beenden, die weitreichende Infektionsschutzmaßnahmen auf Bundes- und Länderebene ermöglicht hatte.

## Sonstiges
Im Vorfeld der Landtagswahl in Sachsen 2024 veröffentlichte Die PARTEI ein Plakat, auf dem ein mit Lendenschurz bekleideter Kretschmer an einem Hakenkreuz gebunden zu sehen ist. Daneben klatschen AfD-Vertreter Beifall, während CDU-Mitglieder desinteressiert scheinen. Auf dem Plakat ist ebenfalls ein lachender Adolf Hitler dargestellt.